# Estado Idel-Ural
El estado de Idel-Ural, también conocido como el estado de Volga-Ural o la República de Idel-Ural, fue una república tártara de corta duración ubicada en Kazán que pretendía unir a los tártaros, bashkires, alemanes del Volga y chuvashes en plena guerra civil rusa. A menudo visto como un intento de recrear el Kanato de Kazán, la república fue proclamada el 1 de marzo de 1918, por un Congreso de musulmanes del interior de Rusia y Siberia. La Palabra "Idel-Ural" significa "Volga-Ural" en la lengua tártara.
Durante la Revolución rusa, varios líderes políticos regionales se reunieron en junio de 1917 en Kazán. El grupo declaró la autonomía de los "turco-tártaros musulmanes de la Rusia Interior y Siberia". Más tarde, en Ufá, se creó un parlamento denominado Milli Mejlis (Consejo Nacional), en el que se impulsó y se aceptó un borrador para la creación del estado el 29 de noviembre de 1917 tras el Segundo Congreso Musulmán Panruso. Sin embargo, el Estado de Idel-Ural se encontró con la oposición de Zeki Velidi Togan, un revolucionario bashkir, que declaró la autonomía de Bashkiria, así como de los bolcheviques, que inicialmente habían apoyado la creación de Idel-Ural pero dos meses después la denunciaron como nacionalismo burgués : 105 los bolcheviques en oposición al Estado Idel-Ural proclamaron la República Soviética Tártaro-Bashkir, con aproximadamente las mismas fronteras que Idel-Ural. Esta lucha entre tres movimientos diferentes debilitó al incipiente estado de Idel-Ural.
Los miembros del Comité Tártaro-Bashkir de Idel-Ural con sede fuera de Rusia, como Ayaz İshaki, participaron en una guerra de propaganda antibolchevique. Algunos también se unieron al grupo Prometéi, un círculo de intelectuales musulmanes antisoviéticos con sede en Varsovia. : 100 La idea del Estado del Idel-Ural por parte de los nacionalistas que la apoyaban incluía el territorio de la actual Tartaristán, Baskortostán y la mayor parte del óblast de Oremburgo. Los nacionalistas también deseaban la expansión incluso hasta el mar Caspio. En enero de 1918, Milli Mejlis adoptó una constitución escrita por Galimzián Sharaf, Ilias y Jangir Alkin, Osmán Tokumbétov e Y. Muzaffárov. El Milli Mejlis buscó declarar la creación de Idel-Ural el 1 de marzo de 1918, un plan que nunca se concretó debido a los arrestos bolcheviques de miembros del Milli Mejlis. : 105 
La República, que en realidad incluía solo algunas secciones de Kazán y Ufá, fue destruida por el Ejército Rojo el 28 de marzo de 1918, siendo disuelto su parlamento en abril.
El presidente de Idel-Ural, Sadrí Maqsudí Arsal, escapó a Finlandia en 1918. Fue bien recibido por el canciller finlandés Carl Enckell, quien recordó su valerosa defensa de la autodeterminación nacional y los derechos constitucionales de Finlandia en la Duma Imperial de Rusia. El presidente en el exilio también se reunió con funcionarios de Estonia antes de continuar en 1919 a Suecia, Alemania y Francia, en busca del apoyo occidental, sin éxito. Idel-Ural figuraba entre las "Naciones cautivas" en la Guerra Fría en los Estados Unidos.